# Ferrovia Frugarolo-Basaluzzo
La ferrovia Frugarolo-Basaluzzo era una ferrovia in concessione a scartamento normale non elettrificata che collegava Frugarolo a Basaluzzo.

## Storia

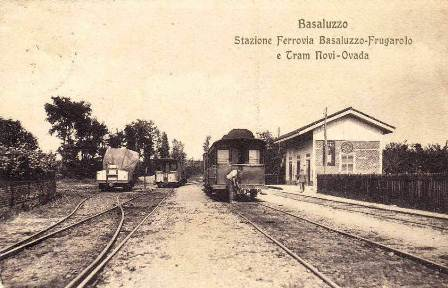
Stazione ferrotranviaria FVO in una cartolina d'epoca

La costruzione della ferrovia iniziò nel 1887 al fine di collegare Frugarolo con Basaluzzo . Da Frugarolo si diramava un binario di collegamento alla ferrovia statale, ma conservava una stazione capolinea distinta, mentre la stazione di Basaluzzo collegava questa ferrovia con la Tranvia Novi Ligure-Ovada già in servizio dal 1881 ed esercita anch'essa dalla Società Ferroviaria Val d'Orba
La ferrovia serviva soprattutto al trasporto di prodotti della lavorazione dell'acciaio, ma effettuava servizio passeggeri nelle stazioni di Bosco Marengo e Fresonara.
La ferrovia venne soppressa dal 1º gennaio 1948. La tranvia Novi Ligure-Ovada venne soppressa nel 1953. Il sedime è stato utilizzato per allargare la strada provinciale che unisce le località toccate dalla linea.

## Percorso
| Unknown route-map component "CONTgq" | Unknown route-map component "STR+r" |

| Unknown route-map component "exKBHFa" | Unknown route-map component "HSTeBHF" |

| Unknown route-map component "exKRWg+l" | Unknown route-map component "eKRWgr" |

| Unknown route-map component "exSTR" | Unknown route-map component "CONTl+g" |

| Unknown route-map component "exBHF" |

| Unknown route-map component "exBHF" |

| Unknown route-map component "uexCONTgq" | Unknown route-map component "exmABZg+r" |  |  |

| Unknown route-map component "exmBHFe" |

| Unused urban continuation forward |